# Pineus konowashiyai
Pineus konowashiyai är en insektsart som beskrevs av Inouye 1945. Pineus konowashiyai ingår i släktet Pineus och familjen barrlöss. Inga underarter finns listade i Catalogue of Life.